# Смольки (Нижньогородська область)
Смольки (рос. Смольки) — село в Городецькому районі Нижньогородської області Російської Федерації.
Населення становить 963 особи. Входить до складу муніципального утворення Смольковська сільрада.

## Історія
Від 2009 року входить до складу муніципального утворення Смольковська сільрада.

## Населення
| 2002 | 2010 |
| ---- | ---- |
| 955  | ↗963 |